# Кеньон, Карл Уолтон
Карл Уо́лтон Ке́ньон (англ. Karl Walton Kenyon; 23 февраля 1918, Ла-Холья, Сан-Диего, Калифорния — 27 марта 2007, Хило, Гавайи) — американский зоолог, специалист по морским млекопитающим и птицам. Автор книги о каланах «The Sea Otter in the Eastern Pacific Ocean» (1965). Занимался деятельностью по сохранению дикой природы.

## Биография
Карл Уолтон Кеньон родился в 1918 году в Ла-Холья, районе города Сан-Диего (Калифорния). 1936—1940 гг. учился в Помона-колледже, позже поступил в Корнеллский университет, где в 1941 году получил степень магистра.
В 1941 году его призывают в армию и он служит пилотом на авианосце Сэнгамон на Тихоокеанском театре военных действий Второй мировой войны. К концу войны Кеньон дослужился до лейтенант-коммандера, сделал 97 боевых вылетов, однажды был сбит над островом Лейте, но выловлен из воды. За бой 24 октября 1944 года во время Сражения в заливе Лейте Кеньон был награждён Военно-морским крестом. После войны покупает 8-метровый шлюп и в течение двух месяцев исследует побережье Нижней Калифорнии. На основе собранных данных Кеньон публикует работы по распределению птиц. В 1947—1949 гг. работает преподавателем зоологии в Миллс-колледже. Позже переходит в Службу управления ресурсами рыб и диких животных США (USFWS), где проводит подсчёт морских котиков на островах Прибылова.
1955 году Кеньон начинает своё многолетнее исследование каланов на Алеутских островах и в особенности на острове Амчитка. Достижением Кеньона явилась разработка техник содержания каланов в неволе — до Кеньона каланы быстро гибли при транспортировке и содержании в неволе. 26 октября 1961 года он попадет в авиакатастрофу — его самолёт-амфибия HU-16 «Альбатрос» разбивается во время посадки на воду. Хотя из девяти человек, находившихся на борту, четверо погибло, сам Кеньон отделался легкими травмами. В 1965 году Кеньон вынужден закончить свои исследования калана в связи с подземными ядерными испытаниями на острове Амчитка. В 1969 году он публикует монографию «Калан в восточной части Тихого океана» (англ. «The Sea Otter in the Eastern Pacific Ocean»), высоко оценённую критиками. В 1973 году Кеньон оставляет службу в USFWS и в 2007 году умирает.
Кроме исследований калана, Кеньон также занимался изучением тихоокеанских моржей на островах Берингова моря, провёл три исследования их популяции с самолёта. Исследовал карибского тюленя-монаха и в 1978 году пришёл к выводу, что этот вид вымер. Изучал способности к хомингу темноспинного альбатроса. Провёл один из первых подсчётов популяции сивуча с самолёта в западной части Аляскинского залива и на Алеутских островах.

## Признание

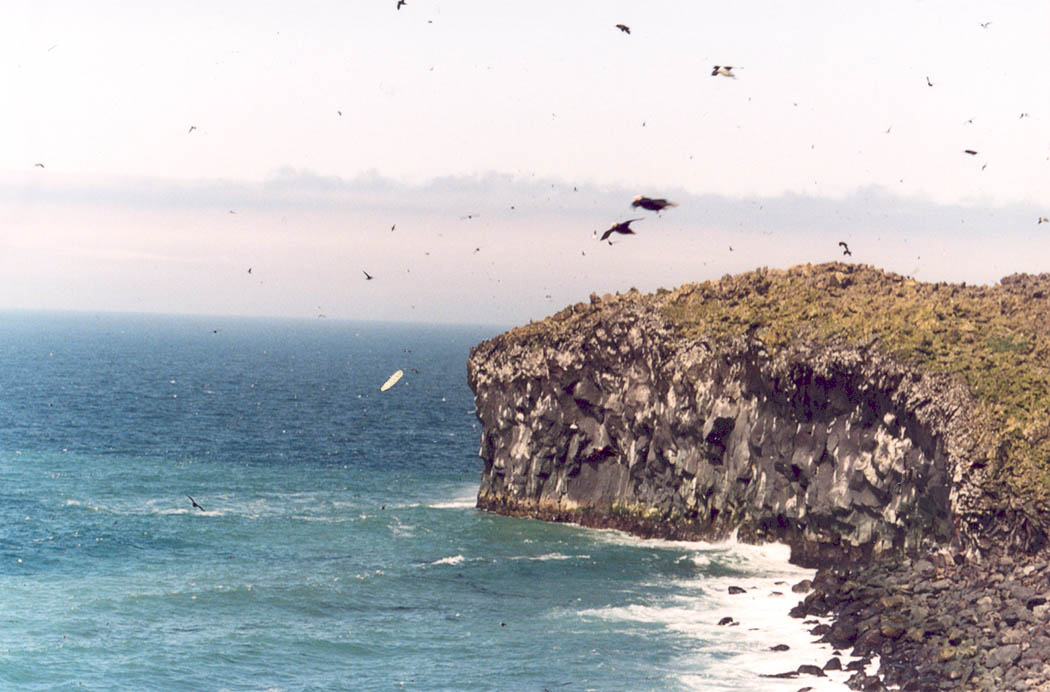
Конус Кеньона на острове Богослова

В 1993 году Группа по изучению морских птиц Тихого океана отметила Кеньона наградой за жизненные достижения (англ. Lifetime Achievement Award). В честь Кеньона назван подвид калана, северный калан (лат. Enhydra lutris kenyoni), а также берингов баклан (лат. Phalacrocorax kenyoni), первый полный скелет которого Кеньон собрал в 1959 году. Сам Кеньон был очень недоволен тем, что его именем назвали северного калана, так как не верил в то, что северный калан — подвид. Также в честь Кеньона назван вулканический конус на острове Богослова.